# Каипов, Джунуспей

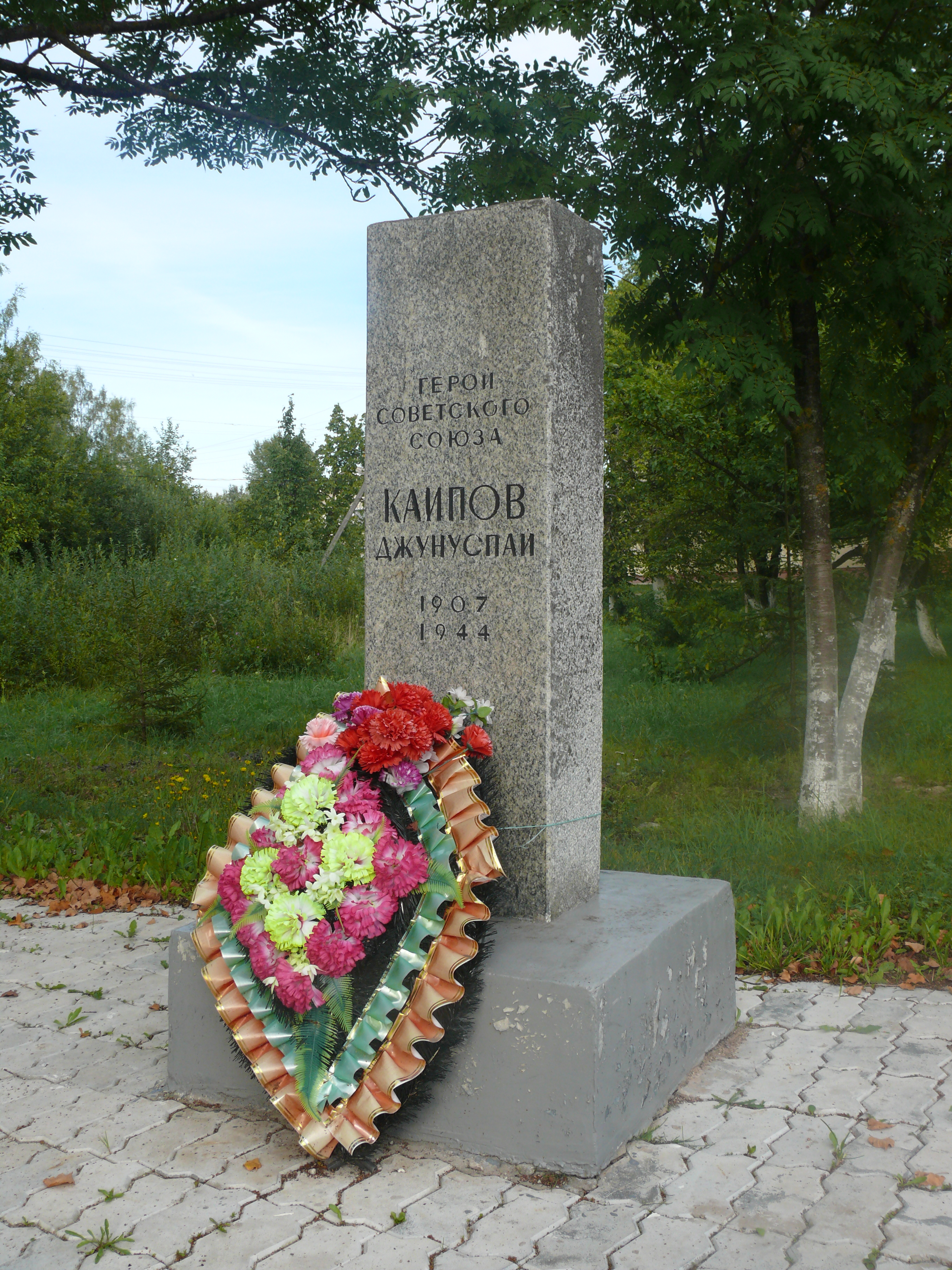
Могила Джунуспея Каипова в посёлке Батецкий Новгородской области.

Джунуспей Каипов (1917—1944) — старшина Рабоче-крестьянской Красной Армии, участник Великой Отечественной войны, Герой Советского Союза (1944).

## Биография
Родился 19 октября 1917 года в селе Кара-Турык. Происходит из рода кара канглы Старшего жуза. После окончания восьми классов школы работал секретарём сельского совета в колхозе. В декабре 1941 года Каипов был призван на службу в Рабоче-крестьянскую Красную Армию. К январю 1944 года старшина Джунуспей Каипов командовал орудием 54-го лёгкого артиллерийского полка 20-й лёгкой артиллерийской бригады 2-й артиллерийской дивизии 59-й армии Волховского фронта. Отличился во время Ленинградско-Новгородской операции.
В период с 14 по 20 января 1944 года участвовал в прорыве немецкой обороны в районе Новгорода. В тех боях его расчёт уничтожил 4 дзота, несколько артиллерийских орудий и миномётов, 2 пулемёта, около взвода немецких солдат и офицеров и одним из первых ворвался непосредственно в Новгород.
6 февраля 1944 года погиб при артобстреле, был похоронен в деревне Малое Войново. Перезахоронен в братской могиле в посёлке Батецкий Новгородской области.
Указом Президиума Верховного Совета СССР от 1 июля 1944 года за «образцовое выполнение заданий командования и проявленные при этом мужество и геройство» старшина Джунуспей Каипов посмертно был удостоен высокого звания Героя Советского Союза. Так был награждён орденами Ленина и Славы 3-й степени, медалью.

## Память
В честь Каипова названа улица и установлен мемориальный знак в Батецком, установлен бюст в селе Чилик и названа школа, в которой он учился.